# Lieja-Bastoña-Lieja 1985
La Lieja-Bastogne-Lieja 1985 fue la 71.ª edición de la clásica ciclista Lieja-Bastoña-Lieja. La carrera se disputó el domingo 21 de abril de 1985, sobre un recorrido de 244 km. 
El vencedor final fue el italiano Moreno Argentin (Sammontana-Bianchi), que se impuso al belga Claude Criquielion (Hitachi-Splendor-Sunair) y al irlandés Stephen Roche (La Redoute-Cycles MBK), segundo y tercero respectivamente. 

## Clasificación final
| Posición | Ciclista           | Equipo                      | Tiempo     |
| -------- | ------------------ | --------------------------- | ---------- |
| 1        | Moreno Argentin    | Sammontana-Bianchi          | 6h 37' 00" |
| 2        | Claude Criquielion | Hitachi-Splendor            | m. t.      |
| 3        | Stephen Roche      | La Redoute-Cycles MBK       | m. t.      |
| 4        | Sean Kelly         | Skil-Sem                    | + 16"      |
| 5        | Laurent Fignon     | Renault-Elf                 | m. t.      |
| 6        | Guido Van Calster  | Ariostea                    | m. t.      |
| 7        | Phil Anderson      | Panasonic-Raleigh           | m. t.      |
| 8        | Mario Beccia       | Malvor-Bottecchia-Vaporella | m. t.      |
| 9        | Acácio da Silva    | Malvor-Bottecchia-Vaporella | + 2'46"    |
| 10       | Steven Rooks       | Panasonic-Raleigh           | m. t.      |